# Artisto
Artisto — приложение для художественной обработки видео и фото на основе алгоритмов нейронных сетей, созданное в 2016 году специалистами по машинному обучению Mail.Ru Group.
В настоящий момент приложение работает с видеороликами длиной не более 10 секунд и предоставляет пользователю 21 фильтр, среди которых есть фильтры, основанные на творчестве известных художников (Blue-Dream — Пабло Пикассо), тематические (Rio-2016 — посвящённый Олимпийским играм 2016 года в Рио-де-Жанейро) и прочие. Приложение работает как с готовыми видео, так и с записанными с помощью самого приложения.

## История
Впервые информация о приложении появилась на личной странице Анны Артамоновой — вице-президента Mail.ru Group 29 июля 2016 года. На момент публикации сообщения, была доступна версия только для устройств работающих на Android. По словам Анны, разработка первой версии приложения заняла всего 8 дней. Позже, 31 июля приложение появилось в AppStore для бесплатного скачивания.
На момент выхода приложения и до настоящего момента, Artisto является единственным в мире мобильным приложением, обеспечивающим возможность художественной обработки видеороликов на основе алгоритмов нейронных сетей. Подобный функционал в ближайшее время обещают реализовать разработчики приложения Prisma.
Приложение быстро получило признание и начало активно использоваться как брендами (например, корейская автомобилестроительная компания Kia Motors), так и популярными певцами и музыкантами.
По данным независимой системы аналитики App Annie, в течение первых двух недель на рынке, приложение вошло в ТОП самых скачиваемых в девяти странах.
В конце августа 2016 года вышло обновление, в котором пользователи получили возможность создавать короткие зацикленные видео (аналогично программе Boomerang) и также накладывать на них фильтры по выбору.
Последнее обновление программы добавило возможность редактировать не только видео, но и отдельные фотографии.

## Технология
Впервые о переносе стиля с картин известных художников на обычные фотографии заговорили в сентябре 2015 года после выхода статьи Леона Гатиса «A Neural Algorithm of Artistic Style», в которой он подробно описал алгоритм. Его существенным недостатком является медленная скорость работы, которая измеряется десятками секунд в зависимости от настроек алгоритма.
В марте 2016 года вышла статья российского исследователя Дмитрия Ульянова, который придумал, как ускорить генерацию стилизованной картинки за счет обучения дополнительной нейронной сети-генератора. С помощью данного подхода можно добиться генерации стилизованного изображения за десятки миллисекунд. Спустя 17 дней после выхода статьи Ульянова выходит статья Джастина Джонсана с идентичной идей, отличие лишь в структуре сети-генератора.
Приложение Artisto создано на основе этих open-source технологий, которые в процессе разработки были усовершенствованы специалистами по машинному обучению Mail.Ru Group для ускорения обработки видео и улучшения его качества.